# Instant Live

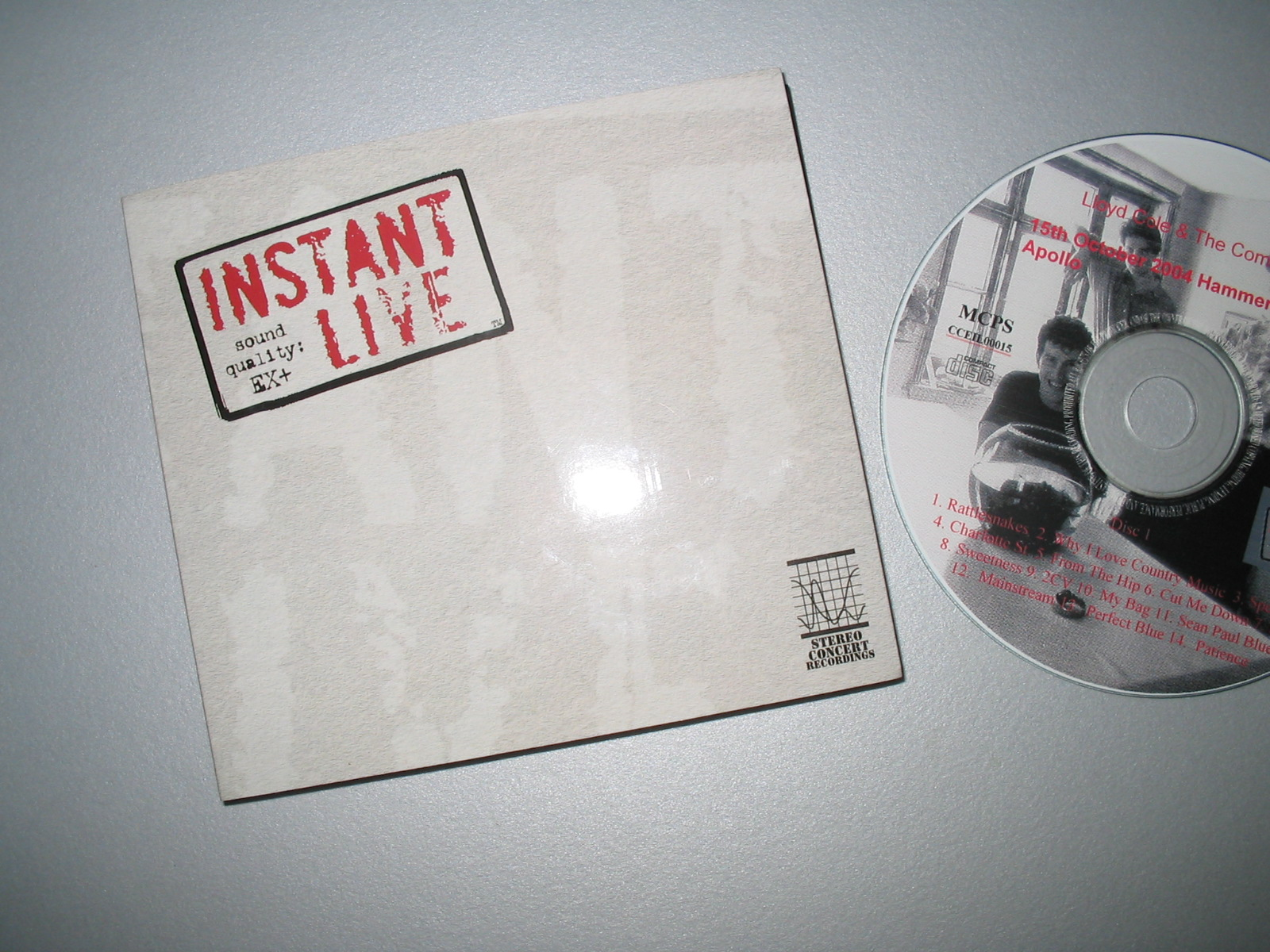
Een Instant Live-album heeft meestal dezelfde lay-out voor alle artiesten en geen artwork

Instant Live was een dienst van Live Nation waarmee (op uitnodiging van de artiest) een concert kon worden geregistreerd en direct na afloop worden verkocht aan de fans.
Het bedrijf en concept werd in februari 2003 in Boston gelanceerd. Het bedrijf bood ook de mogelijkheid reeds opgenomen concerten online te bestellen.

## Het concept
Tijdens het concert wordt er een audio-opname gemaakt, vergelijkbaar met bootleg-opnamen. Hierbij wordt gebruikgemaakt van de soundboard en ambient-microfoons. Na afloop wordt de 'master'-cd-rom gekopieerd zodat er al na circa 6 minuten een eerste batch cd's beschikbaar is voor de verkoop. Binnen een half uur kunnen op de locatie zelf ongeveer 250 cd's worden geproduceerd.

## Artiesten
Bijna tweehonderd artiesten hebben van dit concept gebruikgemaakt, waaronder:
- Allman Brothers Band
- Arrested Development
- moe.
- Bomb Squad
- George Clinton
- Lloyd Cole
- Soulive
- Spearhead
- The Black Crowes